# Petr Kouba
Petr Kouba (Praga, Checoslovaquia, 28 de enero de 1969) es un exfutbolista checo que se desempeñaba como portero y que fue internacional, tanto para Checoslovaquia como para la posterior República Checa. Su padre Pavel Kouba también fue futbolista y fue subcampeón del mundo en 1962.

## Clubes
| Club                 | País            | Año         | Partidos | Goles |
| FC Bohemians Praga   | Checoslovaquia  | 1988 - 1990 | 54       | 0     |
| AC Sparta Praga      | República Checa | 1991 - 1996 | 152      | 1     |
| RC Deportivo         | España          | 1996 - 1997 | 4        | 0     |
| 1. FC Kaiserslautern | Alemania        | 1997 - 1998 | 0        | 0     |
| FK Viktoria Žižkov   | República Checa | 1998 - 1999 | 23       | 0     |
| RC Deportivo         | España          | 1999 - 2001 | 2        | 0     |
| FK Jablonec          | República Checa | 2001 - 2002 | 19       | 0     |
| AC Sparta Praga      | República Checa | 2002 - 2005 | 3        | 0     |